# داريوس جونسون أودوم
داريوس جونسون أودوم (بالإنجليزية: Darius Johnson-Odom)‏ مواليد 28 سبتمبر 1989 في رالي، هو لاعب كرة سلة أمريكي بدأ مسيرته الاحترافية في سنة 2012 حيث تم اختياره من قبل فريق دالاس مافيريكس خلال الدرافت، يلعب مع فريق دينامو باسكت ساساري في ليغا باسكيت الدرجة الأولى كلاعب هجوم خلفي. يبلغ طوله 6 قدم 2 بوصة (1.9 م).

## فرق لعب لها
- لوس أنجلوس ليكرز
- فيلادلفيا سفنتي سيكسرز
- بالاكانسترو كانتو
- طرابزون سبور لكرة السلة
- نادي أولمبياكوس لكرة السلة
- دينامو باسكت ساساري

## إحصائيات المسيرة

### الرابطة الوطنية لكرة السلة

#### الموسم الاعتيادي
| السنة   | الفريق                 | لعب | بدأ | دقيقة | ميداني% | ثلاثية | حرة  | ارتداد | صنع | استلاب | تصدي | نقطة |
| ------- | ---------------------- | --- | --- | ----- | ------- | ------ | ---- | ------ | --- | ------ | ---- | ---- |
| 2012–13 | لوس أنجلوس ليكرز       | 4   | 0   | 1.5   | .000    | .000   | .000 | 1.0    | .3  | .0     | .0   | .0   |
| 2013–14 | فيلادلفيا سفنتي سيكسرز | 3   | 0   | 5.0   | .000    | .000   | .000 | .7     | .3  | .3     | .0   | .0   |
| المسيرة | المسيرة                | 7   | 0   | 3.0   | .000    | .000   | .000 | .9     | .3  | .1     | .0   | .0   |

## روابط خارجية
- داريوس جونسون أودوم على موقع الدوري الأوروبي لكرة السلة (الإنجليزية)
- داريوس جونسون أودوم على موقع إن بي أي (الإنجليزية)
- داريوس جونسون أودوم على موقع سبورتس رفرنس (الإنجليزية)
- داريوس جونسون أودوم على موقع كرة السلة الأوروبية.كوم (الإنجليزية)
- داريوس جونسون أودوم على موقع DraftExpress.com (الإنجليزية)
- داريوس جونسون أودوم على موقع كلية كرة السلة في سبورتس رفرنس.كوم (الإنجليزية)
- داريوس جونسون أودوم على موقع ريلجم (الإنجليزية)
- داريوس جونسون أودوم على موقع بروبوليرز (الإنجليزية)
- داريوس جونسون أودوم على موقع سبورتس رفرنس (الإنجليزية)
- داريوس جونسون أودوم على موقع سبورتس رفرنس (الإنجليزية)